# Siegmund Gerechter
Siegmund Gerechter (* 1. Dezember 1850 in Berlin; † 19. April 1902 in Kassel) war ein deutscher Bildnis-, Genre- und Landschaftsmaler.

## Leben und Werk

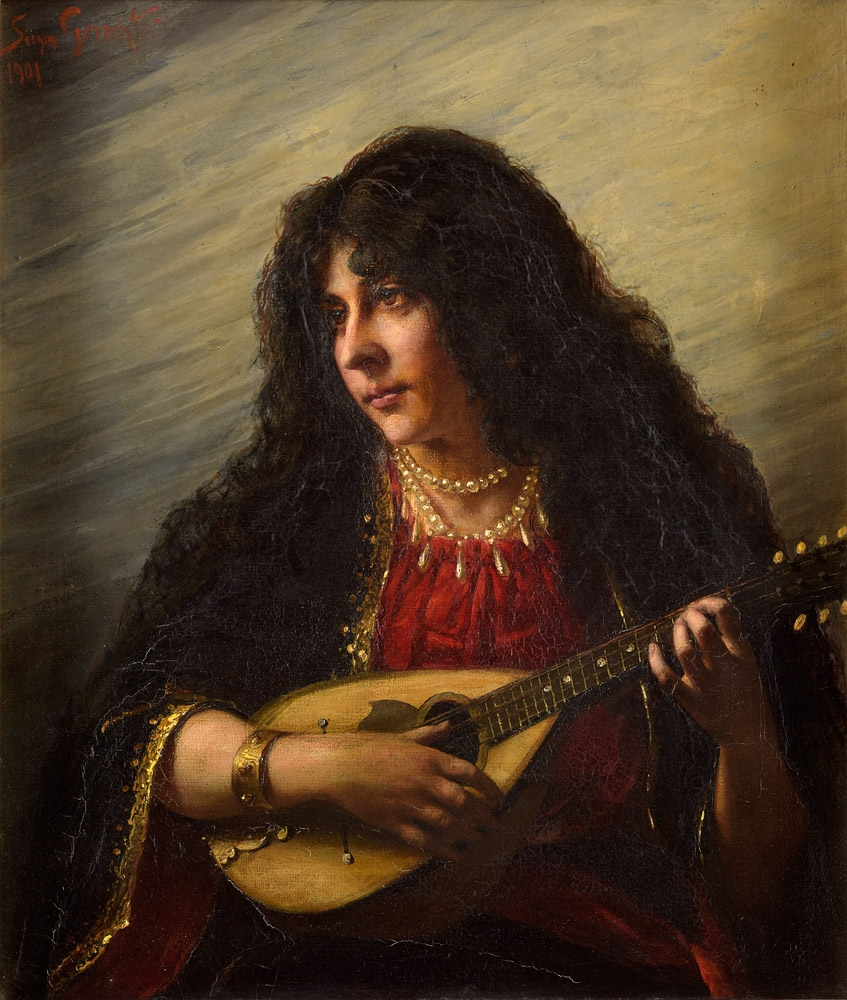
Frau mit Mandoline, Öl auf Leinwand 1901

Siegmund Gerechter war ein Schüler der Preußischen Akademie der Künste zu Berlin. Seine Lehrer waren u. a. die Maler Ferdinand Konrad Bellermann, Adolf Eybel und Eduard Holbein. Gerechter lebte anfangs unter großen Entbehrungen. Seinen Lebensunterhalt verdiente er sich mit Zeichenunterricht, u. a. für den Major und Baron Adolph von und zu Gilsa, der ihn lebenslang finanziell unterstützte und sein wichtigster Förderer wurde. Gilsa wurde später Intendant des Kassler Hoftheaters. Als dieser 1875 als Major verabschiedet wurde und nach Kassel übersiedelte, folgt ihm Siegmund Gerechter dorthin. Er wohnte in der Hohenzollernstraße 55 und wurde in Kassel bald ein gesuchter Porträtist. Daneben betätigte er sich als Genre- und Landschaftsmaler, wobei er als Motive vor allem Algier und Capri bevorzugte. Ausgestellt hat er hauptsächlich auf den Akademischen Ausstellungen in Berlin zwischen den Jahren 1876 und 1890. Siegmund Gerechter ist schon im Alter von 51 Jahren verstorben. Beerdigt wurde er auf dem jüdischen Friedhof Kassel-Bettenhausen.

## Auszeichnungen
- Preis der Preussischen Akademie der Künste zu Berlin am 3. August 1870 als Schüler der Malklasse Nr. 2, zusammen mit Wilhelm Hasemann[3]
- Preis der Preussischen Akademie der Künste zu Berlin am 3. August 1871 als Schüler der Malklasse und als Schüler des Aktsaals[4]

## Werke (Auswahl)
- Mädchen mit Strohhut (Öl auf Leinwand, 97 × 67 cm, 1886)
- Berta von Scharfenberg (Öl auf Leinwand, 122 × 82 cm, 1887)
- Orientalin (Öl auf Leinwand, 41 × 39 cm, 1901)

## Galerie

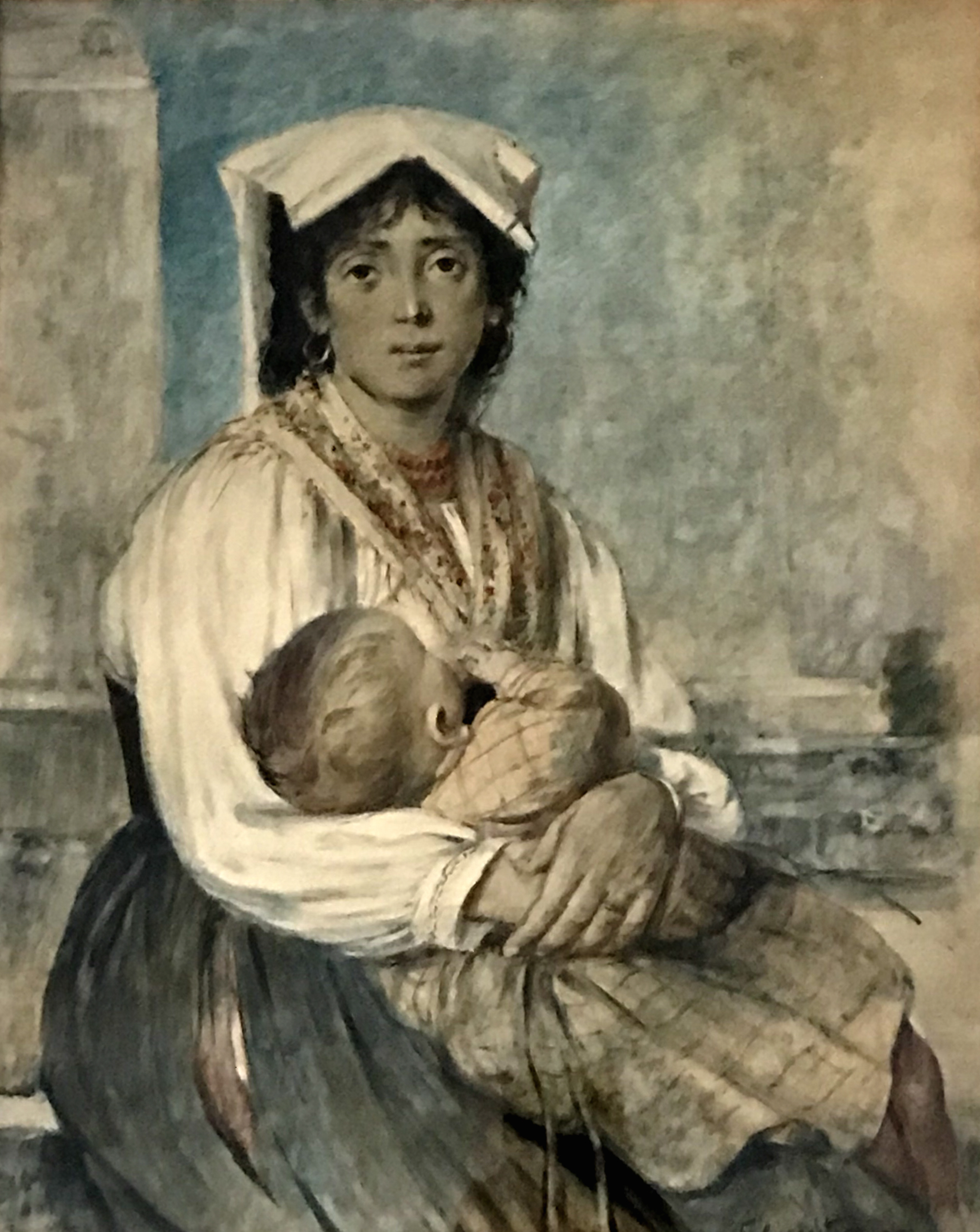
Mutter mit Kind – Aquarell
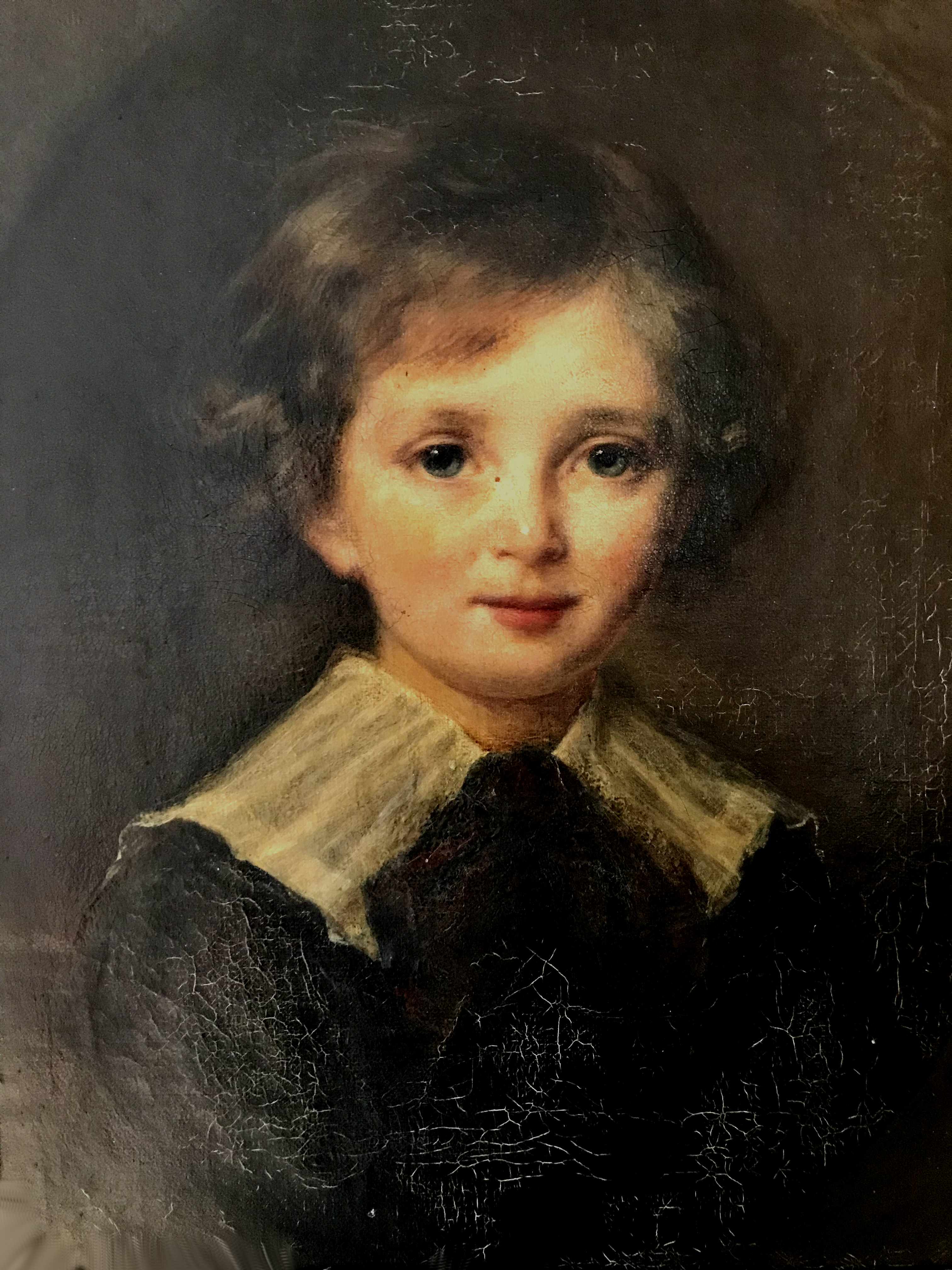
Junges Mädchen – Öl auf LW
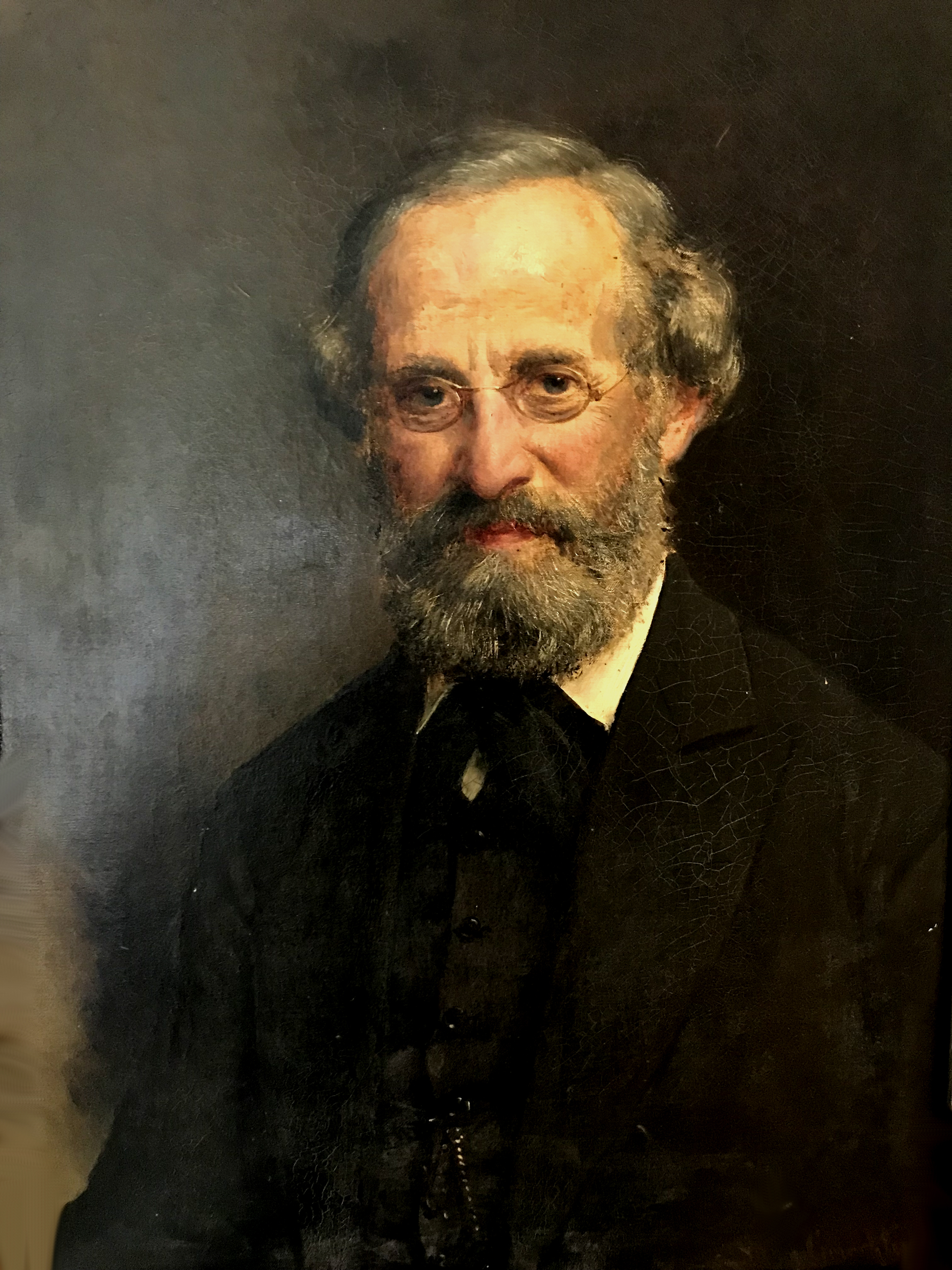
Alter Mann – Öl auf LW
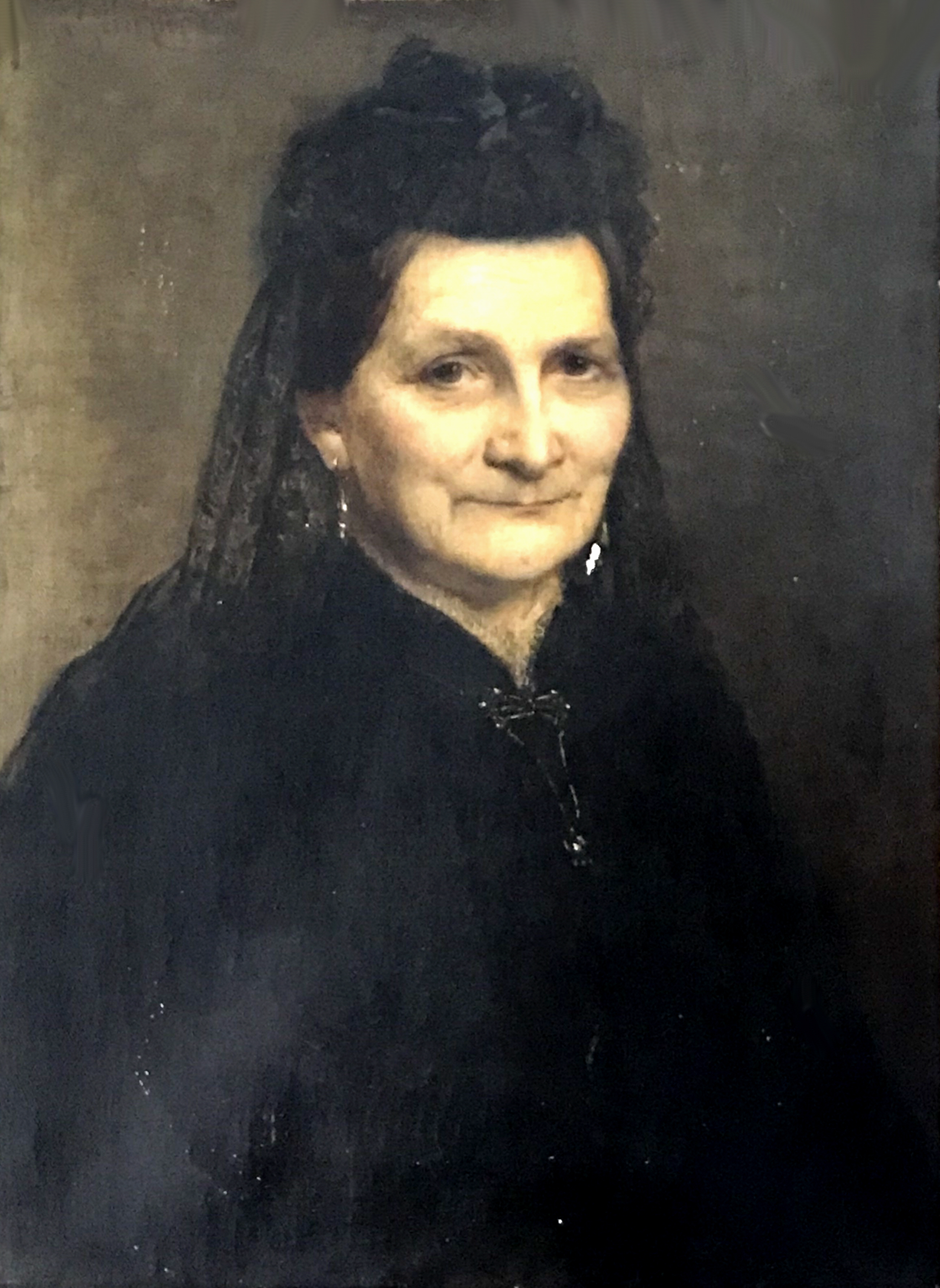
Alte Frau – Öl auf LW
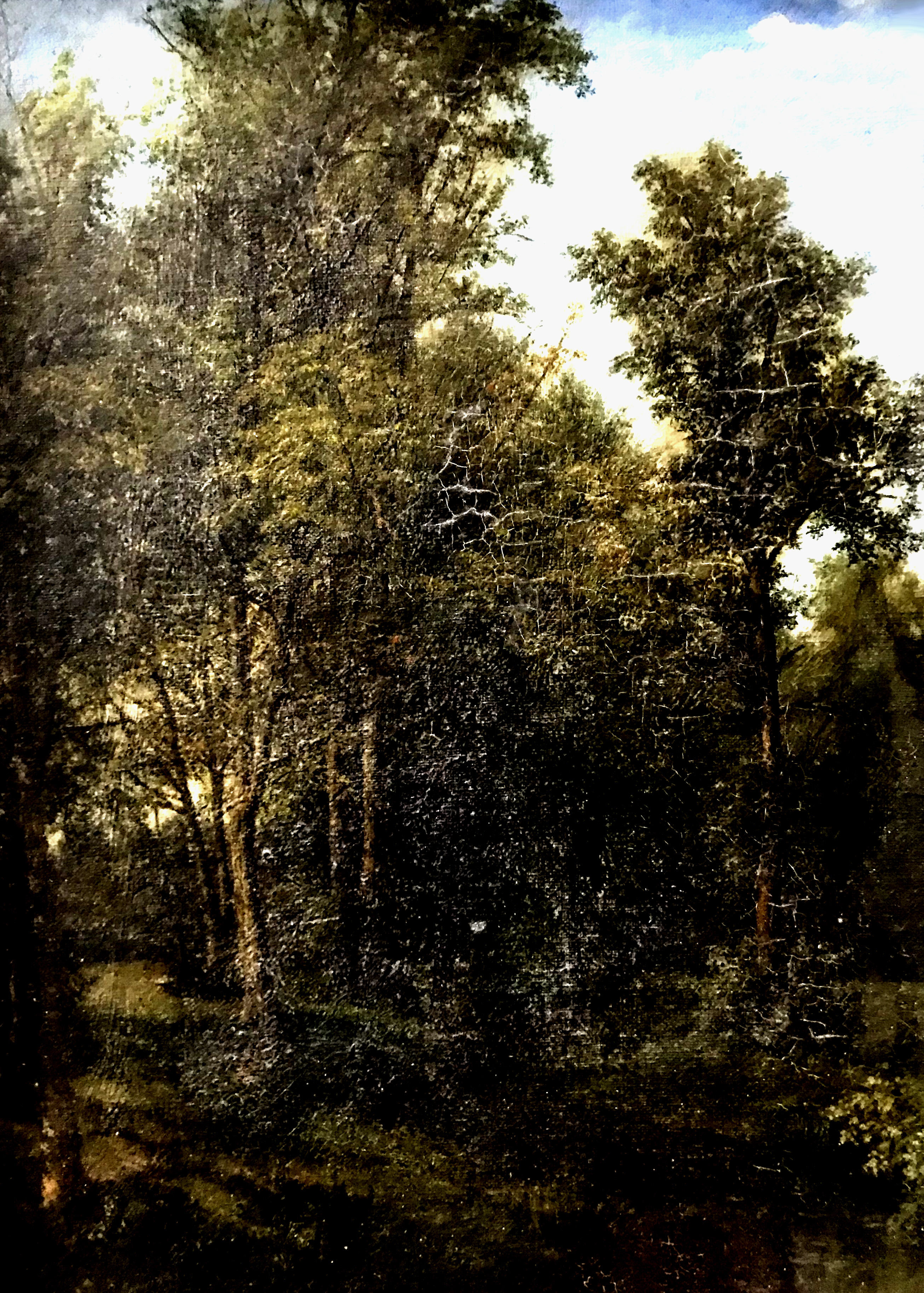
Waldstück – Öl auf LW

## Ausstellungen
- Internationale Kunstausstellung in Berlin: 1876–78, '80, '81, '86–90, '91[5]
- Kasseler Kunstverein: 1889, '91, '95, '97, '99, 1915[5]